# Карпентер, Робин
Робин Карпентер (англ. Robin Carpenter, род. 20 июня 1992 года в Филадельфии, США) — американский профессиональный шоссейный велогонщик, выступающий за проконтинентальную команду «Human Powered Health».

## Достижения
2013
1-й Этап 2 Гонка Джо Мартина
2014
1-й Этап 2 Про Сайклинг Челлендж США
2-й Чемпионат США U23 в индивид. гонке
2015
2-й Каскейд Классик
2016
1-й  Тур Альберты
1-й  Каскейд Классик
1-й Этап 1
1-й Этап 2 Тур Юты
3-й Тур де Бос
2017
1-й Уинстон-Сейлем Классик
1-й  Гонка Джо Мартина
1-й  Очковая классификация
1-й Этап 4
1-й  Каскейд Классик
1-й  Молодежная классификация Тур де Бос
2018
1-й  Горная классификация Тур Германии
2-й Чемпионат США в групповой гонке
2-й Слаг ом Норг
2019
1-й  Спринтерская классификация Вуэльта Мурсии
2-й Ля Ру Туранжель
1. ↑  Robin CARPENTER // https://www.uci.org/rider-details/75013